# Етјен Кабе
Етјен Кабе (фр. Étienne Cabet; Дижон, 1. јануар 1788 — Сент Луис, 9. новембар 1856) је био француски филозоф, социјалиста утописта.

## Биографија
Етјен Кабе је рођен у Дижону, у Француској, у једној занатлијској породици. Био је државни службеник и постигао је добру каријеру. Касније је, међутим, напустио службу и одао се новинарству, адвокатури и политици. У почетку је био либерални републиканац и, иако прогоњен од стране владе Луја Филипа, изабран је за посланика. Ипак, осуђен је на робију и зато је пребегао у Енглеску.
У Лондону је под утицајем „Утопије“ и овенистичког покрета постао комуниста. По много чему је био сличан Овену. Као и он, своје идеје је изложио у писаним делима и, са друге стране, настојао да их реализује у пракси. Његово најважније дело је „Пут у Икарију“.

## Икарија
Икарија је измишљено острво, названо по Икару, првом човеку који је покушао да лети. Човек је по природи предодређен да буде срећан, а срећу до сада није остварио због грешака и незнања о организацији друштвеног поретка. Основно зло је друштвена неједнакост, и такође, приватна својина. Читаво подручје Икарије ће бити у заједничкој својини. Пољопривредна производња је организована у оквиру комуна које сачињавају по неколико села, а за читаву земљу постоји јединствени план производње. Ипак, привредну основу чини индустрија. Нема разлике између умног и физичког рада. Радни дан лети траје седам сати, а зими шест сати. Дечји рад не постоји. Расподела је заснована на једнаком снабдевању свих чланова Икарије у храни, одећи и осталим елементарним средствима. Земља се дели на провинције, а оне на по десет комуна. Народ врши власт преко Народне скупштине. Избори су сваке године, а гласачко право имају само мушкарци. Укратко, Кабеов идеал је колективистичка и централистичка привреда до које се долази путем мирног развитка, еволуције.